# Phérécyde d'Athènes
Pour les articles homonymes, voir Phérécyde.
Phérécyde d'Athènes (en grec ancien : Φερεκύδης)  est un mythographe grec du milieu du Ve siècle av. J.-C., auteur d'une œuvre en dix livres, aujourd'hui perdue, intitulée « Historiai » (Ἱστορίαι) ou « Genealogicai » (Γενελογίαι). Il est l'un des auteurs dont les fragments ont été rassemblés dans Die Fragmente der griechischen Historiker de Felix Jacoby.
On pense généralement qu'il est différent du philosophe présocratique du VIe siècle, Phérécyde de Syros, parfois mentionné comme l'un des sept sages de Grèce et réputé pour avoir été le professeur de Pythagore. Bien que la Souda les considère comme des personnages différents, il s'agit peut-être de la même personne que Phérécyde de Léros.